# Frontera entre Colombia y Jamaica
La frontera entre Colombia y Jamaica es un límite internacional marítimo que discurre por en el mar Caribe, está definido por el tratado Sanín-Robertson, firmado el 12 de noviembre de 1993 en Kingston por los ministros de asuntos exteriores de ambos países, Noemí Sanín para Colombia y Paul Douglas Robertson para Jamaica, y aprobado por el Congreso de la República de Colombia 10 de diciembre de 1993 a través de la ley n.º 91.
La frontera entre ambos países está definida como la recta que va entre los puntos de coordenadas 14°44′10″N 74°30′50″O / 14.73611, -74.51389 y 15°02′00″N 73°27′30″O / 15.03333, -73.45833.
La frontera está demarcada por los puntos:
1. 16°04′15″N 79°50′32″O / 16.07083, -79.84222
2. 16°04′15″N 79°29′20″O / 16.07083, -79.48889
3. 16°10′10″N 79°29′20″O / 16.16944, -79.48889
4. 16°10′10″N 79°16′40″O / 16.16944, -79.27778
5. 16°04′15″N 79°16′40″O / 16.07083, -79.27778
6. 16°04′15″N 78°25′50″O / 16.07083, -78.43056
7. 15°36′00″N 78°25′50″O / 15.60000, -78.43056
8. 15°36′00″N 78°38′00″O / 15.60000, -78.63333
9. 14°29′37″N 78°38′00″O / 14.49361, -78.63333
10. 14°15′00″N 78°19′30″O / 14.25000, -78.32500
11. 14°05′00″N 77°40′00″O / 14.08333, -77.66667
12. 14°44′10″N 74°30′50″O / 14.73611, -74.51389

El artículo 3 del acuerdo establece un Área de Régimen Común, que se corresponde a un zona de administración conjunta para el control, exploración y extracción de los recursos vivos y no vivos. Dicha zona, de forma vagamente triangular, abarca varias islas de la región (Serranilla, Alicia y Petrel), si bien están excluidas del área común y se encuentran bajo soberanía colombiana.